# 赫氏澳鱈
赫氏澳鱈，為輻鰭魚綱鱈形目稚鱈科的其中一種，分布於澳洲南部及西部海域，為亞熱帶海水魚，深度8-12公尺，體長可達26公分，棲息在沿岸底層水域，生活習性不明。